# السنه اندائو
السنه اندائو (انگلیسی: Alassane Ndao؛ زادهٔ ۳۱ دسامبر ۱۹۹۶) بازیکن فوتبال اهل سنگال است که در حال حاضر برای باشگاه فوتبال قونیه‌اسپور بازی می‌کند. 
از باشگاه‌هایی که در آن بازی کرده است می‌توان به باشگاه فوتبال الاهلی عربستان سعودی، باشگاه فوتبال فاتح قره‌گمرک، و باشگاه فوتبال آنتالیااسپور اشاره کرد.
وی همچنین در تیم ملی فوتبال سنگال بازی کرده است.